# Mistrzostwa Świata w Piłce Siatkowej Mężczyzn 2010
17. Mistrzostwa świata w piłce siatkowej mężczyzn 2010 – turniej, który odbył się we Włoszech w dniach od 24 września 2010 do 10 października 2010. W imprezie wzięły udział 24 reprezentacje, które gościły w dziesięciu miastach: Ankona, Florencja, Katania, Mediolan, Modena, Reggio di Calabria, Rzym, Triest, Turyn, Werona. Otwarcie mistrzostw odbyło się w Mediolanie 24 września 2010 o północy.
Mistrzostwo po raz trzeci z rzędu zdobyła reprezentacja Brazylii, która w starciu finałowym pokonała reprezentację Kuby 3:0.

## Kwalifikacje

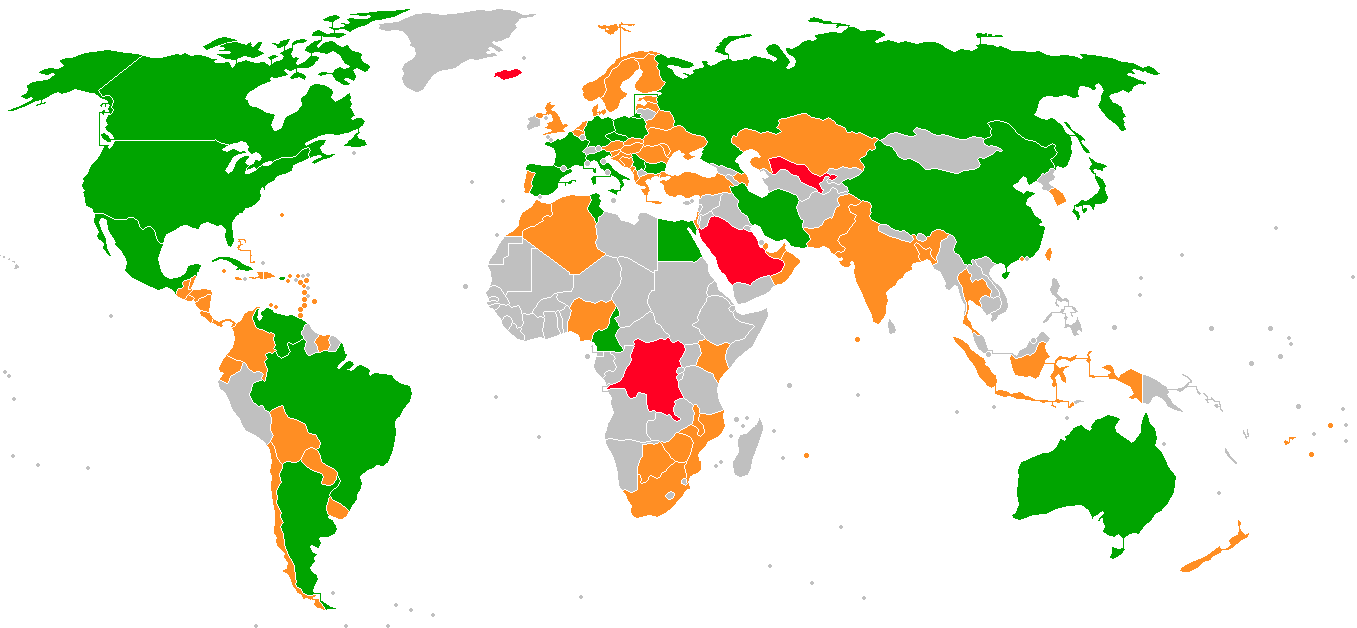
Kraje zakwalifikowane do finałów Mistrzostw Świata
Kraje niezakwalifikowane do finałów Mistrzostw Świata
Kraje, które wycofały się z eliminacji

| Afryka (CAVB) kwalifikacje | Azja & Oceania (AVC) kwalifikacje | Ameryka Południowa (CSV) kwalifikacje  | Europa (CEV) kwalifikacje                                                       | Ameryka Północna (NORCECA) kwalifikacje        |
| Egipt Kamerun Tunezja      | Australia Chiny Japonia Iran      | Brazylia (MŚ 2006) Wenezuela Argentyna | Bułgaria Czechy Francja Hiszpania Niemcy Polska Rosja Serbia Włochy (gospodarz) | Kuba Portoryko Stany Zjednoczone Kanada Meksyk |

     Kraje zakwalifikowane do finałów Mistrzostw Świata
     Kraje niezakwalifikowane do finałów Mistrzostw Świata
     Kraje, które wycofały się z eliminacji

## Losowanie
Losowanie grup pierwszej rundy odbyło się 28 października 2009 r. w Rzymie. Dwanaście najlepszych drużyn w rankingu FIVB połączono w pary na zasadzie 1 z 12, 2 z 11 itd. Utworzone pary rozlokowano w sześciu grupach i dolosowano do nich drużyny z 3 i 4 koszyka.
| Grupa A                   | Grupa B                         | Grupa C                           | Grupa D                                      | Grupa E                       | Grupa F                     |
| Włochy Japonia Egipt Iran | Brazylia Hiszpania Kuba Tunezja | Rosja Portoryko Australia Kamerun | Stany Zjednoczone Argentyna Wenezuela Meksyk | Bułgaria Chiny Francja Czechy | Polska Serbia Niemcy Kanada |

## Obiekty mistrzostw
| Miasto             | Hala                 | Pojemność | Mecze                       |
| ------------------ | -------------------- | --------- | --------------------------- |
| Mediolan           | Mediolanum Forum     | 10 916    | Grupa A, H, M               |
| Werona             | PalaOlimpia          | 6 200     | Grupa B                     |
| Modena             | PalaPanini           | 5 100     | Grupa C, miejsca 5-8        |
| Reggio di Calabria | PalaCalafiore        | 7 200     | Grupa D                     |
| Turyn              | PalaRuffini          | 4 500     | Grupa E                     |
| Triest             | PalaTrieste          | 6 943     | Grupa F                     |
| Katania            | PalaNesima           | 6 000     | Grupa G, I                  |
| Ankona             | Banca Marche Palace  | 6 500     | Grupa L, N                  |
| Florencja          | Nelson Mandela Forum | 5 500     | Trzecia Runda, miejsca 9-12 |
| Rzym               | PalaLottomatica      | 11 000    | Trzecia runda, miejsca 1-4  |

## Pierwsza faza grupowa

### Grupa A
Tabela
| Lp. | Drużyna | Pkt | Mecze | Mecze | Mecze | Małe punkty | Małe punkty | Małe punkty | Sety | Sety | Sety  |
| Lp. | Drużyna | Pkt | M     | W     | P     | zdob.       | str.        | ratio       | wyg. | prz. | ratio |
| --- | ------- | --- | ----- | ----- | ----- | ----------- | ----------- | ----------- | ---- | ---- | ----- |
| 1   | Włochy  | 6   | 3     | 3     | 0     | 262         | 207         | 1.266       | 9    | 2    | 4.500 |
| 2   | Egipt   | 4   | 3     | 1     | 2     | 243         | 254         | 0.957       | 5    | 6    | 0.833 |
| 3   | Japonia | 4   | 3     | 1     | 2     | 259         | 274         | 0.945       | 4    | 8    | 0.500 |
| 4   | Iran    | 4   | 3     | 1     | 2     | 247         | 276         | 0.895       | 5    | 7    | 0.714 |

Źródło: fivb.org
Punktacja: zwycięstwo – 2 pkt, porażka – 1 pkt
Zasady ustalania kolejności: 1. liczba punktów, 2. stosunek małych punktów, 3. stosunek setów, 4. bilans w bezpośrednich meczach
     awans do drugiej fazy grupowej
Wyniki
| Data   | Drużyna 1 | Wynik | Drużyna 2 | 1     | 2     | 3     | 4     | 5     | * |
| ------ | --------- | ----- | --------- | ----- | ----- | ----- | ----- | ----- | - |
| 25.09. | Egipt     | 3:0   | Iran      | 25:21 | 25:17 | 25:21 |       |       |   |
| 25.09. | Włochy    | 3:0   | Japonia   | 25:20 | 25:16 | 25:14 |       |       |   |
| 26.09. | Iran      | 3:1   | Japonia   | 15:25 | 25:17 | 26:24 | 25:23 |       |   |
| 26.09. | Egipt     | 0:3   | Włochy    | 20:25 | 17:25 | 23:25 |       |       |   |
| 27.09. | Japonia   | 3:2   | Egipt     | 32:34 | 23:25 | 25:19 | 25:17 | 15:13 |   |
| 27.09. | Włochy    | 3:2   | Iran      | 25:21 | 25:10 | 21:25 | 26:28 | 15:13 |   |

### Grupa B
Tabela
| Lp. | Drużyna   | Pkt | Mecze | Mecze | Mecze | Małe punkty | Małe punkty | Małe punkty | Sety | Sety | Sety  |
| Lp. | Drużyna   | Pkt | M     | W     | P     | zdob.       | str.        | ratio       | wyg. | prz. | ratio |
| --- | --------- | --- | ----- | ----- | ----- | ----------- | ----------- | ----------- | ---- | ---- | ----- |
| 1   | Kuba      | 6   | 3     | 3     | 0     | 296         | 263         | 1.125       | 9    | 4    | 2.250 |
| 2   | Brazylia  | 5   | 3     | 2     | 1     | 291         | 256         | 1.137       | 8    | 4    | 2.000 |
| 3   | Hiszpania | 4   | 3     | 1     | 2     | 292         | 302         | 0.967       | 6    | 7    | 0.857 |
| 4   | Tunezja   | 3   | 3     | 0     | 3     | 192         | 250         | 0.768       | 1    | 9    | 0.111 |

Źródło: fivb.org
Punktacja: zwycięstwo – 2 pkt, porażka – 1 pkt
Zasady ustalania kolejności: 1. liczba punktów, 2. stosunek małych punktów, 3. stosunek setów, 4. bilans w bezpośrednich meczach
     awans do drugiej fazy grupowej
Wyniki
| Data   | Drużyna 1 | Wynik | Drużyna 2 | 1     | 2     | 3     | 4     | 5     | * |
| ------ | --------- | ----- | --------- | ----- | ----- | ----- | ----- | ----- | - |
| 25.09. | Brazylia  | 3:0   | Tunezja   | 25:14 | 25:21 | 25:14 |       |       |   |
| 25.09. | Hiszpania | 2:3   | Kuba      | 25:21 | 18:25 | 19:25 | 25:20 | 13:15 |   |
| 26.09. | Tunezja   | 0:3   | Kuba      | 18:25 | 15:25 | 15:25 |       |       |   |
| 26.09. | Brazylia  | 3:1   | Hiszpania | 30:28 | 21:25 | 25:20 | 25:19 |       |   |
| 27.09. | Hiszpania | 3:1   | Tunezja   | 25:23 | 25:22 | 25:27 | 25:23 |       |   |
| 27.09. | Kuba      | 3:2   | Brazylia  | 34:32 | 18:25 | 23:25 | 25:21 | 15:13 |   |

### Grupa C
Tabela
| Lp. | Drużyna   | Pkt | Mecze | Mecze | Mecze | Małe punkty | Małe punkty | Małe punkty | Sety | Sety | Sety  |
| Lp. | Drużyna   | Pkt | M     | W     | P     | zdob.       | str.        | ratio       | wyg. | prz. | ratio |
| --- | --------- | --- | ----- | ----- | ----- | ----------- | ----------- | ----------- | ---- | ---- | ----- |
| 1   | Rosja     | 6   | 3     | 3     | 0     | 283         | 224         | 1.263       | 9    | 3    | 3.000 |
| 2   | Portoryko | 5   | 3     | 2     | 1     | 272         | 264         | 1.030       | 8    | 4    | 2.000 |
| 3   | Kamerun   | 4   | 3     | 1     | 2     | 213         | 237         | 0.899       | 3    | 7    | 0.429 |
| 4   | Australia | 3   | 3     | 0     | 3     | 253         | 296         | 0.855       | 3    | 9    | 0.333 |

Źródło: fivb.org
Punktacja: zwycięstwo – 2 pkt, porażka – 1 pkt
Zasady ustalania kolejności: 1. liczba punktów, 2. stosunek małych punktów, 3. stosunek setów, 4. bilans w bezpośrednich meczach
     awans do drugiej fazy grupowej
Wyniki
| Data   | Drużyna 1 | Wynik | Drużyna 2 | 1     | 2     | 3     | 4     | 5     | * |
| ------ | --------- | ----- | --------- | ----- | ----- | ----- | ----- | ----- | - |
| 25.09. | Rosja     | 3:0   | Kamerun   | 25:11 | 25:20 | 25:22 |       |       |   |
| 25.09. | Australia | 1:3   | Portoryko | 22:25 | 22:25 | 28:26 | 19:25 |       |   |
| 26.09. | Kamerun   | 0:3   | Portoryko | 22:25 | 23:25 | 19:25 |       |       |   |
| 26.09. | Rosja     | 3:1   | Australia | 25:17 | 25:12 | 24:26 | 25:20 |       |   |
| 27.09. | Australia | 1:3   | Kamerun   | 25:21 | 22:25 | 21:25 | 19:25 |       |   |
| 27.09. | Portoryko | 2:3   | Rosja     | 25:21 | 14:25 | 21:25 | 25:23 | 11:15 |   |

### Grupa D
Tabela
| Lp. | Drużyna           | Pkt | Mecze | Mecze | Mecze | Małe punkty | Małe punkty | Małe punkty | Sety | Sety | Sety  |
| Lp. | Drużyna           | Pkt | M     | W     | P     | zdob.       | str.        | ratio       | wyg. | prz. | ratio |
| --- | ----------------- | --- | ----- | ----- | ----- | ----------- | ----------- | ----------- | ---- | ---- | ----- |
| 1   | Stany Zjednoczone | 6   | 3     | 3     | 0     | 280         | 254         | 1.102       | 9    | 3    | 3.000 |
| 2   | Argentyna         | 5   | 3     | 2     | 1     | 259         | 228         | 1.136       | 7    | 4    | 1.750 |
| 3   | Meksyk            | 4   | 3     | 1     | 2     | 247         | 260         | 0.950       | 6    | 6    | 1.000 |
| 4   | Wenezuela         | 3   | 3     | 0     | 3     | 181         | 225         | 0.804       | 0    | 9    | 0.000 |

Źródło: fivb.org
Punktacja: zwycięstwo – 2 pkt, porażka – 1 pkt
Zasady ustalania kolejności: 1. liczba punktów, 2. stosunek małych punktów, 3. stosunek setów, 4. bilans w bezpośrednich meczach
     awans do drugiej fazy grupowej
Wyniki
| Data   | Drużyna 1         | Wynik | Drużyna 2         | 1     | 2     | 3     | 4     | 5     | * |
| ------ | ----------------- | ----- | ----------------- | ----- | ----- | ----- | ----- | ----- | - |
| 25.09. | Wenezuela         | 0:3   | Argentyna         | 23:25 | 17:25 | 18:25 |       |       |   |
| 25.09. | Stany Zjednoczone | 3:2   | Meksyk            | 22:25 | 19:25 | 25:18 | 25:22 | 15:11 |   |
| 26.09. | Argentyna         | 3:1   | Meksyk            | 25:12 | 25:19 | 17:25 | 25:15 |       |   |
| 26.09. | Wenezuela         | 0:3   | Stany Zjednoczone | 19:25 | 23:25 | 19:25 |       |       |   |
| 27.09. | Meksyk            | 3:0   | Wenezuela         | 25:22 | 25:20 | 25:20 |       |       |   |
| 27.09. | Stany Zjednoczone | 3:1   | Argentyna         | 22:25 | 27:25 | 25:22 | 25:20 |       |   |

### Grupa E
Tabela
| Lp. | Drużyna  | Pkt | Mecze | Mecze | Mecze | Małe punkty | Małe punkty | Małe punkty | Sety | Sety | Sety  |
| Lp. | Drużyna  | Pkt | M     | W     | P     | zdob.       | str.        | ratio       | wyg. | prz. | ratio |
| --- | -------- | --- | ----- | ----- | ----- | ----------- | ----------- | ----------- | ---- | ---- | ----- |
| 1   | Francja  | 6   | 3     | 3     | 0     | 306         | 268         | 1.142       | 9    | 4    | 2.250 |
| 2   | Czechy   | 5   | 3     | 2     | 1     | 302         | 300         | 1.007       | 8    | 5    | 1.600 |
| 3   | Bułgaria | 4   | 3     | 1     | 2     | 289         | 282         | 1.025       | 6    | 6    | 1.000 |
| 4   | Chiny    | 3   | 3     | 0     | 3     | 197         | 244         | 0.807       | 1    | 9    | 0.111 |

Źródło: fivb.org
Punktacja: zwycięstwo – 2 pkt, porażka – 1 pkt
Zasady ustalania kolejności: 1. liczba punktów, 2. stosunek małych punktów, 3. stosunek setów, 4. bilans w bezpośrednich meczach
     awans do drugiej fazy grupowej
Wyniki
| Data   | Drużyna 1 | Wynik | Drużyna 2 | 1     | 2            | 3     | 4     | 5     | * |
| ------ | --------- | ----- | --------- | ----- | ------------ | ----- | ----- | ----- | - |
| 25.09. | Francja   | 3:2   | Czechy    | 25:19 | 22:25        | 25:21 | 24:26 | 15:10 |   |
| 25.09. | Bułgaria  | 3:0   | Chiny     | 25:14 | 25:19. 25:22 |       |       |       |   |
| 26.09. | Czechy    | 3:1   | Chiny     | 25:21 | 19:25        | 25:18 | 25:22 |       |   |
| 26.09. | Francja   | 3:2   | Bułgaria  | 25:22 | 23:25        | 25:17 | 28:30 | 19:17 |   |
| 27.09. | Bułgaria  | 1:3   | Czechy    | 23:25 | 25:27        | 30:28 | 25:27 |       |   |
| 27.09. | Chiny     | 0:3   | Francja   | 17:25 | 20:25        | 19:25 |       |       |   |

### Grupa F
Tabela
| Lp. | Drużyna | Pkt | Mecze | Mecze | Mecze | Małe punkty | Małe punkty | Małe punkty | Sety | Sety | Sety  |
| Lp. | Drużyna | Pkt | M     | W     | P     | zdob.       | str.        | ratio       | wyg. | prz. | ratio |
| --- | ------- | --- | ----- | ----- | ----- | ----------- | ----------- | ----------- | ---- | ---- | ----- |
| 1   | Polska  | 6   | 3     | 3     | 0     | 279         | 246         | 1.134       | 9    | 3    | 3.000 |
| 2   | Serbia  | 4   | 3     | 1     | 2     | 250         | 243         | 1.029       | 5    | 6    | 0.833 |
| 3   | Niemcy  | 4   | 3     | 1     | 2     | 237         | 250         | 0.948       | 5    | 6    | 0.833 |
| 4   | Kanada  | 4   | 3     | 1     | 2     | 215         | 242         | 0.888       | 3    | 7    | 0.429 |

Źródło: fivb.org
Punktacja: zwycięstwo – 2 pkt, porażka – 1 pkt
Zasady ustalania kolejności: 1. liczba punktów, 2. stosunek małych punktów, 3. stosunek setów, 4. bilans w bezpośrednich meczach
     awans do drugiej fazy grupowej
Wyniki
| Data   | Drużyna 1 | Wynik | Drużyna 2 | 1     | 2     | 3     | 4     | 5     | * |
| ------ | --------- | ----- | --------- | ----- | ----- | ----- | ----- | ----- | - |
| 25.09. | Polska    | 3:0   | Kanada    | 25:22 | 25:21 | 25:13 |       |       |   |
| 25.09. | Niemcy    | 0:3   | Serbia    | 21:25 | 21:25 | 13:25 |       |       |   |
| 26.09. | Kanada    | 3:1   | Serbia    | 25:20 | 25:22 | 17:25 | 25:23 |       |   |
| 26.09. | Polska    | 3:2   | Niemcy    | 25:20 | 21:25 | 25:22 | 22:25 | 15:13 |   |
| 27.09. | Niemcy    | 3:0   | Kanada    | 27:25 | 25:22 | 25:20 |       |       |   |
| 27.09. | Serbia    | 1:3   | Polska    | 19:25 | 18:25 | 25:21 | 23:25 |       |   |

## Druga faza grupowa

### Grupa G
Tabela
| Lp. | Drużyna   | Pkt | Mecze | Mecze | Mecze | Małe punkty | Małe punkty | Małe punkty | Sety | Sety | Sety  |
| Lp. | Drużyna   | Pkt | M     | W     | P     | zdob.       | str.        | ratio       | wyg. | prz. | ratio |
| --- | --------- | --- | ----- | ----- | ----- | ----------- | ----------- | ----------- | ---- | ---- | ----- |
| 1   | Włochy    | 4   | 2     | 2     | 0     | 189         | 166         | 1.139       | 6    | 2    | 3.000 |
| 2   | Niemcy    | 3   | 2     | 1     | 1     | 157         | 158         | 0.994       | 4    | 3    | 1.333 |
| 3   | Portoryko | 2   | 2     | 0     | 2     | 146         | 168         | 0.869       | 1    | 6    | 0.167 |

Źródło: fivb.org
Punktacja: zwycięstwo – 2 pkt, porażka – 1 pkt
Zasady ustalania kolejności: 1. liczba punktów, 2. stosunek małych punktów, 3. stosunek setów, 4. bilans w bezpośrednich meczach
     awans do trzeciej fazy grupowej
Wyniki
| Data   | Drużyna 1 | Wynik | Drużyna 2 | 1     | 2     | 3     | 4     | 5 | * |
| ------ | --------- | ----- | --------- | ----- | ----- | ----- | ----- | - | - |
| 30.09. | Portoryko | 0:3   | Niemcy    | 22:25 | 22:25 | 18:25 |       |   |   |
| 01.10  | Niemcy    | 1:3   | Włochy    | 25:21 | 18:25 | 21:25 | 18:25 |   |   |
| 02.10  | Włochy    | 3:1   | Portoryko | 25:22 | 25:16 | 18:25 | 25:21 |   |   |

### Grupa H
Tabela
| Lp. | Drużyna | Pkt | Mecze | Mecze | Mecze | Małe punkty | Małe punkty | Małe punkty | Sety | Sety | Sety  |
| Lp. | Drużyna | Pkt | M     | W     | P     | zdob.       | str.        | ratio       | wyg. | prz. | ratio |
| --- | ------- | --- | ----- | ----- | ----- | ----------- | ----------- | ----------- | ---- | ---- | ----- |
| 1   | Serbia  | 4   | 2     | 2     | 0     | 166         | 145         | 1.145       | 6    | 1    | 6.000 |
| 2   | Kuba    | 3   | 2     | 1     | 1     | 162         | 148         | 1.095       | 4    | 3    | 1.333 |
| 3   | Meksyk  | 2   | 2     | 0     | 2     | 117         | 152         | 0.770       | 0    | 6    | 0.000 |

Źródło: fivb.org
Punktacja: zwycięstwo – 2 pkt, porażka – 1 pkt
Zasady ustalania kolejności: 1. liczba punktów, 2. stosunek małych punktów, 3. stosunek setów, 4. bilans w bezpośrednich meczach
     awans do trzeciej fazy grupowej
Wyniki
| Data   | Drużyna 1 | Wynik | Drużyna 2 | 1     | 2     | 3     | 4     | 5 | * |
| ------ | --------- | ----- | --------- | ----- | ----- | ----- | ----- | - | - |
| 30.09. | Kuba      | 1:3   | Serbia    | 25:16 | 19:25 | 22:25 | 19:25 |   |   |
| 01.10  | Meksyk    | 0:3   | Kuba      | 17:25 | 25:27 | 15:25 |       |   |   |
| 02.10  | Serbia    | 3:0   | Meksyk    | 25:23 | 25:18 | 25:19 |       |   |   |

### Grupa I
Tabela
| Lp. | Drużyna   | Pkt | Mecze | Mecze | Mecze | Małe punkty | Małe punkty | Małe punkty | Sety | Sety | Sety  |
| Lp. | Drużyna   | Pkt | M     | W     | P     | zdob.       | str.        | ratio       | wyg. | prz. | ratio |
| --- | --------- | --- | ----- | ----- | ----- | ----------- | ----------- | ----------- | ---- | ---- | ----- |
| 1   | Hiszpania | 4   | 2     | 2     | 0     | 207         | 189         | 1.095       | 6    | 3    | 2.000 |
| 2   | Rosja     | 3   | 2     | 1     | 1     | 179         | 160         | 1.119       | 5    | 3    | 1.667 |
| 3   | Egipt     | 2   | 2     | 0     | 2     | 141         | 178         | 0.792       | 1    | 6    | 0.167 |

Źródło: fivb.org
Punktacja: zwycięstwo – 2 pkt, porażka – 1 pkt
Zasady ustalania kolejności: 1. liczba punktów, 2. stosunek małych punktów, 3. stosunek setów, 4. bilans w bezpośrednich meczach
     awans do trzeciej fazy grupowej
Wyniki
| Data   | Drużyna 1 | Wynik | Drużyna 2 | 1     | 2     | 3     | 4     | 5     | * |
| ------ | --------- | ----- | --------- | ----- | ----- | ----- | ----- | ----- | - |
| 30.09. | Rosja     | 3:0   | Egipt     | 25:21 | 25:17 | 25:18 |       |       |   |
| 01.10  | Hiszpania | 3:2   | Rosja     | 17:25 | 22:25 | 25:21 | 25:20 | 15:13 |   |
| 02.10  | Egipt     | 1:3   | Hiszpania | 20:25 | 30:28 | 16:25 | 19:25 |       |   |

### Grupa L
Tabela
| Lp. | Drużyna           | Pkt | Mecze | Mecze | Mecze | Małe punkty | Małe punkty | Małe punkty | Sety | Sety | Sety  |
| Lp. | Drużyna           | Pkt | M     | W     | P     | zdob.       | str.        | ratio       | wyg. | prz. | ratio |
| --- | ----------------- | --- | ----- | ----- | ----- | ----------- | ----------- | ----------- | ---- | ---- | ----- |
| 1   | Czechy            | 4   | 2     | 2     | 0     | 150         | 115         | 1.304       | 6    | 0    | MAX   |
| 2   | Stany Zjednoczone | 3   | 2     | 1     | 1     | 176         | 168         | 1.048       | 3    | 5    | 0.600 |
| 3   | Kamerun           | 2   | 2     | 0     | 2     | 145         | 188         | 0.771       | 2    | 6    | 0.333 |

Źródło: fivb.org
Punktacja: zwycięstwo – 2 pkt, porażka – 1 pkt
Zasady ustalania kolejności: 1. liczba punktów, 2. stosunek małych punktów, 3. stosunek setów, 4. bilans w bezpośrednich meczach
     awans do trzeciej fazy grupowej
Wyniki
| Data   | Drużyna 1         | Wynik | Drużyna 2         | 1     | 2     | 3     | 4     | 5    | * |
| ------ | ----------------- | ----- | ----------------- | ----- | ----- | ----- | ----- | ---- | - |
| 30.09. | Stany Zjednoczone | 0:3   | Czechy            | 19:25 | 22:25 | 22:25 |       |      |   |
| 01.10  | Kamerun           | 2:3   | Stany Zjednoczone | 25:23 | 14:25 | 27:25 | 20:25 | 7:15 |   |
| 02.10  | Czechy            | 3:0   | Kamerun           | 25:17 | 25:18 | 25:17 |       |      |   |

### Grupa M
Tabela
| Lp. | Drużyna   | Pkt | Mecze | Mecze | Mecze | Małe punkty | Małe punkty | Małe punkty | Sety | Sety | Sety  |
| Lp. | Drużyna   | Pkt | M     | W     | P     | zdob.       | str.        | ratio       | wyg. | prz. | ratio |
| --- | --------- | --- | ----- | ----- | ----- | ----------- | ----------- | ----------- | ---- | ---- | ----- |
| 1   | Argentyna | 4   | 2     | 2     | 0     | 182         | 166         | 1.096       | 6    | 2    | 3.000 |
| 2   | Francja   | 3   | 2     | 1     | 1     | 161         | 155         | 1.039       | 4    | 3    | 1.333 |
| 3   | Japonia   | 2   | 2     | 0     | 2     | 144         | 166         | 0.867       | 1    | 6    | 0.167 |

Źródło: fivb.org
Punktacja: zwycięstwo – 2 pkt, porażka – 1 pkt
Zasady ustalania kolejności: 1. liczba punktów, 2. stosunek małych punktów, 3. stosunek setów, 4. bilans w bezpośrednich meczach
     awans do trzeciej fazy grupowej
Wyniki
| Data   | Drużyna 1 | Wynik | Drużyna 2 | 1     | 2     | 3     | 4     | 5 | * |
| ------ | --------- | ----- | --------- | ----- | ----- | ----- | ----- | - | - |
| 30.09. | Francja   | 1:3   | Argentyna | 25:16 | 17:25 | 23:25 | 21:25 |   |   |
| 01.10  | Japonia   | 0:3   | Francja   | 19:25 | 22:25 | 23:25 |       |   |   |
| 02.10  | Argentyna | 3:1   | Japonia   | 25:22 | 16:25 | 25:14 | 25:19 |   |   |

### Grupa N
Tabela
| Lp. | Drużyna  | Pkt | Mecze | Mecze | Mecze | Małe punkty | Małe punkty | Małe punkty | Sety | Sety | Sety  |
| Lp. | Drużyna  | Pkt | M     | W     | P     | zdob.       | str.        | ratio       | wyg. | prz. | ratio |
| --- | -------- | --- | ----- | ----- | ----- | ----------- | ----------- | ----------- | ---- | ---- | ----- |
| 1   | Bułgaria | 4   | 2     | 2     | 0     | 150         | 115         | 1.304       | 6    | 0    | MAX   |
| 2   | Brazylia | 3   | 2     | 1     | 1     | 133         | 131         | 1.015       | 3    | 3    | 1.000 |
| 3   | Polska   | 2   | 2     | 0     | 2     | 113         | 150         | 0.753       | 0    | 6    | 0.000 |

Źródło: fivb.org
Punktacja: zwycięstwo – 2 pkt, porażka – 1 pkt
Zasady ustalania kolejności: 1. liczba punktów, 2. stosunek małych punktów, 3. stosunek setów, 4. bilans w bezpośrednich meczach
     awans do trzeciej fazy grupowej
Wyniki
| Data   | Drużyna 1 | Wynik | Drużyna 2 | 1     | 2     | 3     | 4 | 5 | * |
| ------ | --------- | ----- | --------- | ----- | ----- | ----- | - | - | - |
| 30.09. | Polska    | 0:3   | Brazylia  | 16:25 | 20:25 | 20:25 |   |   |   |
| 01.10  | Bułgaria  | 3:0   | Polska    | 25:22 | 25:18 | 25:17 |   |   |   |
| 02.10  | Brazylia  | 0:3   | Bułgaria  | 18:25 | 20:25 | 20:25 |   |   |   |

## Trzecia faza grupowa

### Grupa O
Tabela
| Lp. | Drużyna           | Pkt | Mecze | Mecze | Mecze | Małe punkty | Małe punkty | Małe punkty | Sety | Sety | Sety  |
| Lp. | Drużyna           | Pkt | M     | W     | P     | zdob.       | str.        | ratio       | wyg. | prz. | ratio |
| --- | ----------------- | --- | ----- | ----- | ----- | ----------- | ----------- | ----------- | ---- | ---- | ----- |
| 1   | Włochy            | 4   | 2     | 2     | 0     | 192         | 180         | 1.067       | 6    | 2    | 3.000 |
| 2   | Stany Zjednoczone | 3   | 2     | 1     | 1     | 171         | 145         | 1.179       | 4    | 3    | 1.333 |
| 3   | Francja           | 2   | 2     | 0     | 2     | 137         | 175         | 0.783       | 0    | 3    | 0.000 |

Źródło: fivb.org
Punktacja: zwycięstwo – 2 pkt, porażka – 1 pkt
Zasady ustalania kolejności: 1. liczba punktów, 2. stosunek małych punktów, 3. stosunek setów, 4. bilans w bezpośrednich meczach
     awans do półfinału
     mecze o miejsca 5-8.
     mecze o miejsca 9-12.
Wyniki
| Data  | Drużyna 1         | Wynik | Drużyna 2         | 1     | 2     | 3     | 4     | 5 | * |
| ----- | ----------------- | ----- | ----------------- | ----- | ----- | ----- | ----- | - | - |
| 04.10 | Francja           | 0:3   | Stany Zjednoczone | 16:25 | 14:25 | 23:25 |       |   |   |
| 05.10 | Stany Zjednoczone | 1:3   | Włochy            | 25:14 | 23:25 | 26:28 | 22:25 |   |   |
| 06.10 | Włochy            | 3:1   | Francja           | 25:18 | 25:20 | 25:27 | 25:19 |   |   |

### Grupa P
Tabela
| Lp. | Drużyna   | Pkt | Mecze | Mecze | Mecze | Małe punkty | Małe punkty | Małe punkty | Sety | Sety | Sety  |
| Lp. | Drużyna   | Pkt | M     | W     | P     | zdob.       | str.        | ratio       | wyg. | prz. | ratio |
| --- | --------- | --- | ----- | ----- | ----- | ----------- | ----------- | ----------- | ---- | ---- | ----- |
| 1   | Serbia    | 4   | 2     | 2     | 0     | 192         | 177         | 1.085       | 6    | 2    | 3.000 |
| 2   | Rosja     | 3   | 2     | 1     | 1     | 172         | 150         | 1.147       | 4    | 3    | 1.333 |
| 3   | Argentyna | 2   | 2     | 0     | 2     | 134         | 171         | 0.784       | 1    | 6    | 0.167 |

Źródło: fivb.org
Punktacja: zwycięstwo – 2 pkt, porażka – 1 pkt
Zasady ustalania kolejności: 1. liczba punktów, 2. stosunek małych punktów, 3. stosunek setów, 4. bilans w bezpośrednich meczach
     awans do półfinału
     mecze o miejsca 5-8.
     mecze o miejsca 9-12.
Wyniki
| Data  | Drużyna 1 | Wynik | Drużyna 2 | 1     | 2     | 3     | 4     | 5 | * |
| ----- | --------- | ----- | --------- | ----- | ----- | ----- | ----- | - | - |
| 04.10 | Serbia    | 3:1   | Argentyna | 25:15 | 21:25 | 25:22 | 25:18 |   |   |
| 05.10 | Rosja     | 1:3   | Serbia    | 26:28 | 25:16 | 21:25 | 25:27 |   |   |
| 06.10 | Argentyna | 0:3   | Rosja     | 22:25 | 17:25 | 15:25 |       |   |   |

### Grupa Q
Tabela
| Lp. | Drużyna   | Pkt | Mecze | Mecze | Mecze | Małe punkty | Małe punkty | Małe punkty | Sety | Sety | Sety  |
| Lp. | Drużyna   | Pkt | M     | W     | P     | zdob.       | str.        | ratio       | wyg. | prz. | ratio |
| --- | --------- | --- | ----- | ----- | ----- | ----------- | ----------- | ----------- | ---- | ---- | ----- |
| 1   | Kuba      | 4   | 2     | 2     | 0     | 208         | 206         | 1.010       | 6    | 3    | 2.000 |
| 2   | Bułgaria  | 3   | 2     | 1     | 1     | 218         | 210         | 1.038       | 5    | 4    | 1.250 |
| 3   | Hiszpania | 2   | 2     | 0     | 2     | 183         | 193         | 0.948       | 2    | 6    | 0.333 |

Źródło: fivb.org
Punktacja: zwycięstwo – 2 pkt, porażka – 1 pkt
Zasady ustalania kolejności: 1. liczba punktów, 2. stosunek małych punktów, 3. stosunek setów, 4. bilans w bezpośrednich meczach
     awans do półfinału
     mecze o miejsca 5-8.
     mecze o miejsca 9-12.
Wyniki
| Data  | Drużyna 1 | Wynik | Drużyna 2 | 1     | 2     | 3     | 4     | 5     | * |
| ----- | --------- | ----- | --------- | ----- | ----- | ----- | ----- | ----- | - |
| 04.10 | Hiszpania | 1:3   | Bułgaria  | 21:25 | 25:27 | 28:26 | 18:25 |       |   |
| 05.10 | Kuba      | 3:1   | Hiszpania | 25:22 | 15:25 | 25:22 | 25:22 |       |   |
| 06.10 | Bułgaria  | 2:3   | Kuba      | 25:22 | 23:25 | 28:26 | 28:30 | 11:15 |   |

### Grupa R
Tabela
| Lp. | Drużyna  | Pkt | Mecze | Mecze | Mecze | Małe punkty | Małe punkty | Małe punkty | Sety | Sety | Sety  |
| Lp. | Drużyna  | Pkt | M     | W     | P     | zdob.       | str.        | ratio       | wyg. | prz. | ratio |
| --- | -------- | --- | ----- | ----- | ----- | ----------- | ----------- | ----------- | ---- | ---- | ----- |
| 1   | Brazylia | 4   | 2     | 2     | 0     | 185         | 155         | 1.194       | 6    | 2    | 3.000 |
| 2   | Niemcy   | 3   | 2     | 1     | 1     | 131         | 129         | 1.016       | 3    | 3    | 1.000 |
| 3   | Czechy   | 2   | 2     | 0     | 2     | 153         | 185         | 0.827       | 2    | 6    | 0.333 |

Źródło: fivb.org
Punktacja: zwycięstwo – 2 pkt, porażka – 1 pkt
Zasady ustalania kolejności: 1. liczba punktów, 2. stosunek małych punktów, 3. stosunek setów, 4. bilans w bezpośrednich meczach
     awans do półfinału
     mecze o miejsca 5-8.
     mecze o miejsca 9-12.
Wyniki
| Data  | Drużyna 1 | Wynik | Drużyna 2 | 1     | 2     | 3     | 4     | 5    | * |
| ----- | --------- | ----- | --------- | ----- | ----- | ----- | ----- | ---- | - |
| 04.10 | Czechy    | 2:3   | Brazylia  | 20:25 | 25:22 | 25:23 | 21:25 | 8:15 |   |
| 05.10 | Niemcy    | 3:0   | Czechy    | 25:23 | 25:18 | 25:13 |       |      |   |
| 06.10 | Brazylia  | 3:0   | Niemcy    | 25:17 | 25:20 | 25:19 |       |      |   |

## Faza pucharowa

### Mecze o miejsca 9-12.
| Data  | Drużyna 1 | Wynik | Drużyna 2 | 1     | 2     | 3     | 4     | 5 | * |
| ----- | --------- | ----- | --------- | ----- | ----- | ----- | ----- | - | - |
| 08.10 | Argentyna | 3:1   | Hiszpania | 23:25 | 25:19 | 25:19 | 26:24 |   |   |
| 08.10 | Francja   | 0:3   | Czechy    | 21:25 | 20:25 | 16:25 |       |   |   |

Mecz o 11. miejsce
| Data  | Drużyna 1 | Wynik | Drużyna 2 | 1     | 2     | 3     | 4     | 5 | * |
| ----- | --------- | ----- | --------- | ----- | ----- | ----- | ----- | - | - |
| 09.10 | Hiszpania | 1:3   | Francja   | 17:25 | 23:25 | 25:16 | 21:25 |   |   |

Mecz o 9. miejsce
| Data  | Drużyna 1 | Wynik | Drużyna 2 | 1     | 2     | 3     | 4     | 5 | * |
| ----- | --------- | ----- | --------- | ----- | ----- | ----- | ----- | - | - |
| 09.10 | Argentyna | 3:1   | Czechy    | 25:22 | 18:25 | 25:21 | 25:22 |   |   |

### Mecze o miejsca 5-8.
| Data  | Drużyna 1         | Wynik | Drużyna 2 | 1     | 2     | 3     | 4     | 5 | * |
| ----- | ----------------- | ----- | --------- | ----- | ----- | ----- | ----- | - | - |
| 08.10 | Rosja             | 3:1   | Bułgaria  | 25:20 | 26:24 | 20:25 | 25:23 |   |   |
| 08.10 | Stany Zjednoczone | 3:0   | Niemcy    | 25:22 | 25:20 | 25:23 |       |   |   |

Mecz o 7. miejsce
| Data  | Drużyna 1 | Wynik | Drużyna 2 | 1     | 2     | 3     | 4 | 5 | * |
| ----- | --------- | ----- | --------- | ----- | ----- | ----- | - | - | - |
| 09.10 | Bułgaria  | 3:0   | Niemcy    | 26:24 | 26:24 | 25:21 |   |   |   |

Mecz o 5. miejsce
| Data  | Drużyna 1 | Wynik | Drużyna 2         | 1     | 2     | 3     | 4 | 5 | * |
| ----- | --------- | ----- | ----------------- | ----- | ----- | ----- | - | - | - |
| 09.10 | Rosja     | 3:0   | Stany Zjednoczone | 25:19 | 25:21 | 25:19 |   |   |   |

### Mecze o miejsca 1-4.

#### Półfinały
| Data  | Drużyna 1 | Wynik | Drużyna 2 | 1     | 2     | 3     | 4     | 5     | * |
| ----- | --------- | ----- | --------- | ----- | ----- | ----- | ----- | ----- | - |
| 09.10 | Serbia    | 2:3   | Kuba      | 25:22 | 17:25 | 29:31 | 25:22 | 14:16 |   |
| 09.10 | Włochy    | 1:3   | Brazylia  | 15:25 | 22:25 | 25:23 | 17:25 |       |   |

#### Mecz o 3. miejsce
| Data  | Drużyna 1 | Wynik | Drużyna 2 | 1     | 2     | 3     | 4     | 5 | * |
| ----- | --------- | ----- | --------- | ----- | ----- | ----- | ----- | - | - |
| 10.10 | Serbia    | 3:1   | Włochy    | 25:21 | 25:20 | 26:28 | 25:19 |   |   |

#### Finał
| Data  | Drużyna 1 | Wynik | Drużyna 2 | 1     | 2     | 3     | 4 | 5 | * |
| ----- | --------- | ----- | --------- | ----- | ----- | ----- | - | - | - |
| 10.10 | Kuba      | 0:3   | Brazylia  | 22:25 | 14:25 | 22:25 |   |   |   |

## Nagrody indywidualne
| MVP           | Najlepszy punktujący | Najlepszy atakujący | Najlepszy blokujący    | Najlepszy zagrywający | Najlepszy rozgrywający | Najlepszy libero |
| ------------- | -------------------- | ------------------- | ---------------------- | --------------------- | ---------------------- | ---------------- |
| Murilo Endres | Ibán Pérez           | Maksim Michajłow    | Roberlandy Simón Aties | Clayton Stanley       | Nikola Grbić           | Ferdinand Tille  |

## Klasyfikacja końcowa
| Miejsce | Reprezentacja     |
| ------- | ----------------- |
| złoto   | Brazylia          |
| srebro  | Kuba              |
| brąz    | Serbia            |
| 4.      | Włochy            |
| 5.      | Rosja             |
| 6.      | Stany Zjednoczone |
| 7.      | Bułgaria          |
| 8.      | Niemcy            |
| 9.      | Argentyna         |
| 10.     | Czechy            |
| 11.     | Francja           |
| 12.     | Hiszpania         |
| 13-18.  | Egipt             |
| 13-18.  | Japonia           |
| 13-18.  | Kamerun           |
| 13-18.  | Meksyk            |
| 13-18.  | Polska            |
| 13-18.  | Portoryko         |
| 19-24.  | Australia         |
| 19-24.  | Chiny             |
| 19-24.  | Iran              |
| 19-24.  | Kanada            |
| 19-24.  | Tunezja           |
| 19-24.  | Wenezuela         |